# Postać leku

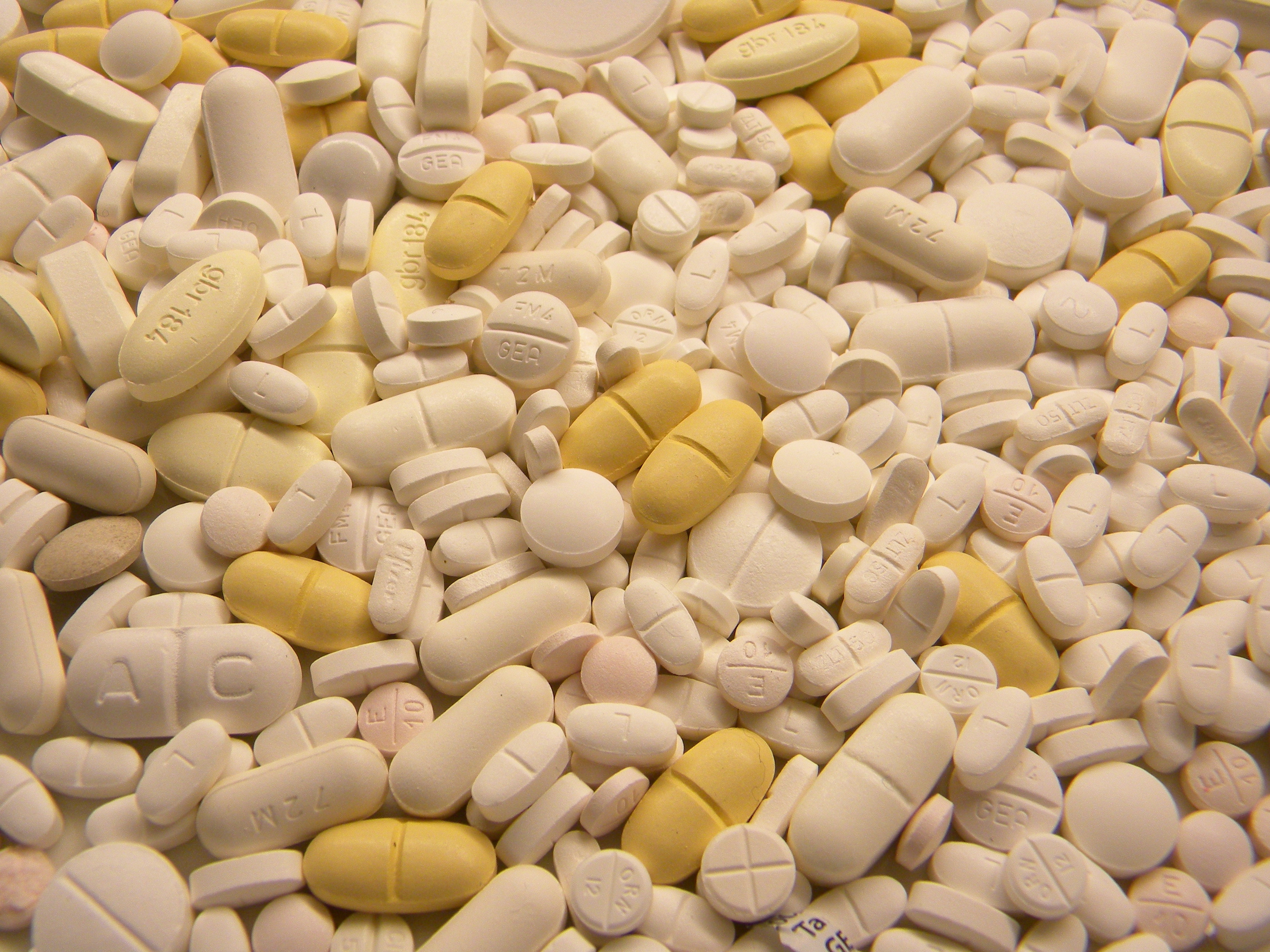
Tabletki – postać leku doustnego

Postać leku, postać farmaceutyczna, forma aplikacyjna – postać, w jakiej wytwarza się lek. Substancji czynnej nie podaje się per se (jako takiej). W procesie produkcji leków substancje lecznicze miesza się z odpowiednimi substancjami pomocniczymi i mieszaninom tym nadaje się wymaganą dla danego leku formę.

## Postacie leków według właściwości fizykochemicznych

### Postacie stałe
- tabletka
- kapsułka
- drażetka
- lingwetka
- proszek
- granulat
- czopek
- mydło

### Postacie półstałe
- maść
- krem
- pasta
- żel

### Postacie płynne
- roztwór
- syrop
- emulsja
- zawiesina
- mazidło

## Postacie leków według drogi podania

### Leki doustne
- proszek: Kapsułki żelatynowe miękkie – postać leku doustnego
  - doustny
  - musujący
  - do sporządzenia syropu
  - do sporządzenia roztworu

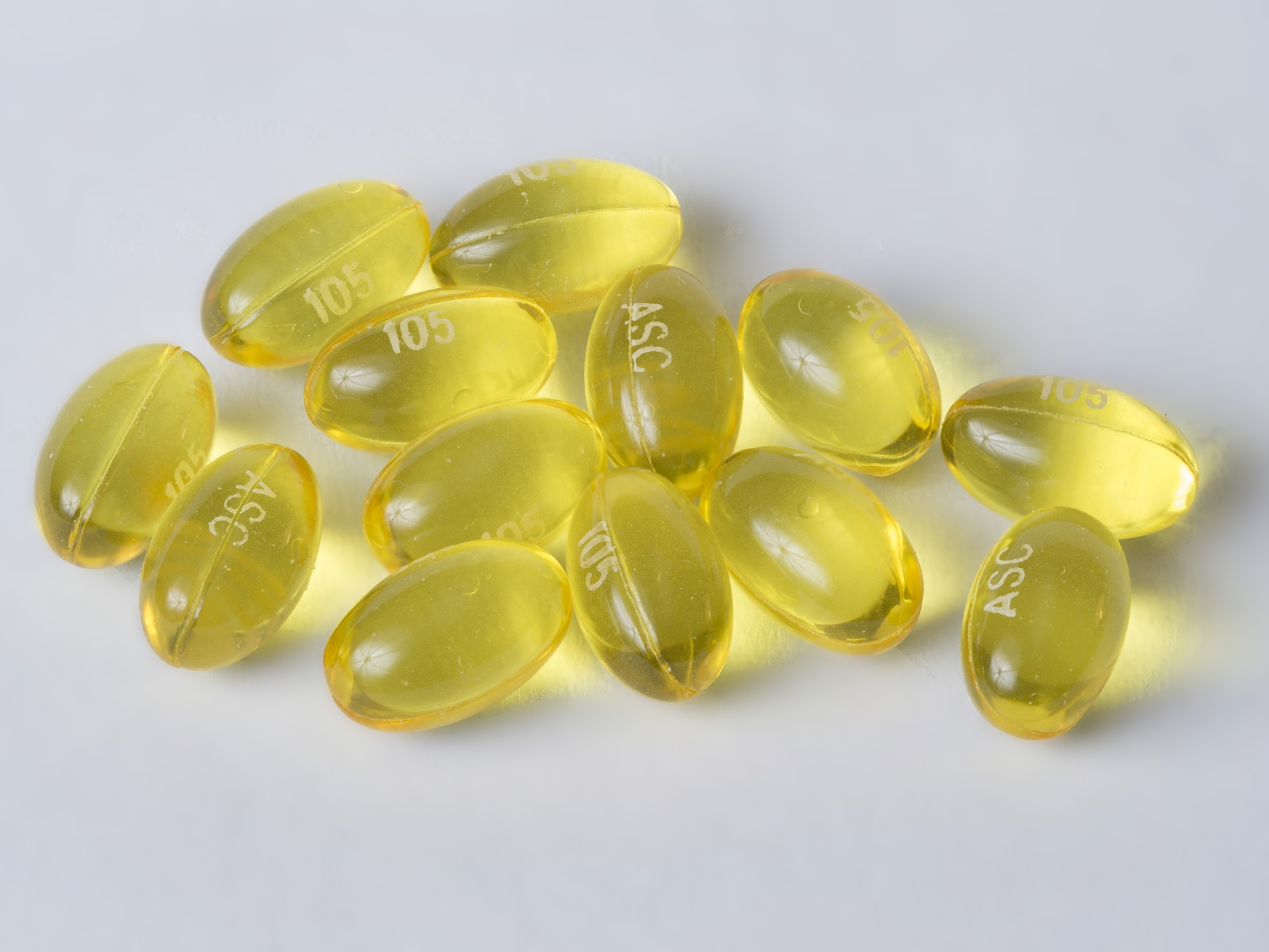
Kapsułki żelatynowe miękkie – postać leku doustnego

  - do sporządzenia zawiesiny doustnej
  - i rozpuszczalnik do sporządzenia roztworu doustnego
  - i rozpuszczalnik do sporządzenia zawiesiny doustnej
- tabletka:
  - drażowana
  - dojelitowa
  - musująca
  - powlekana

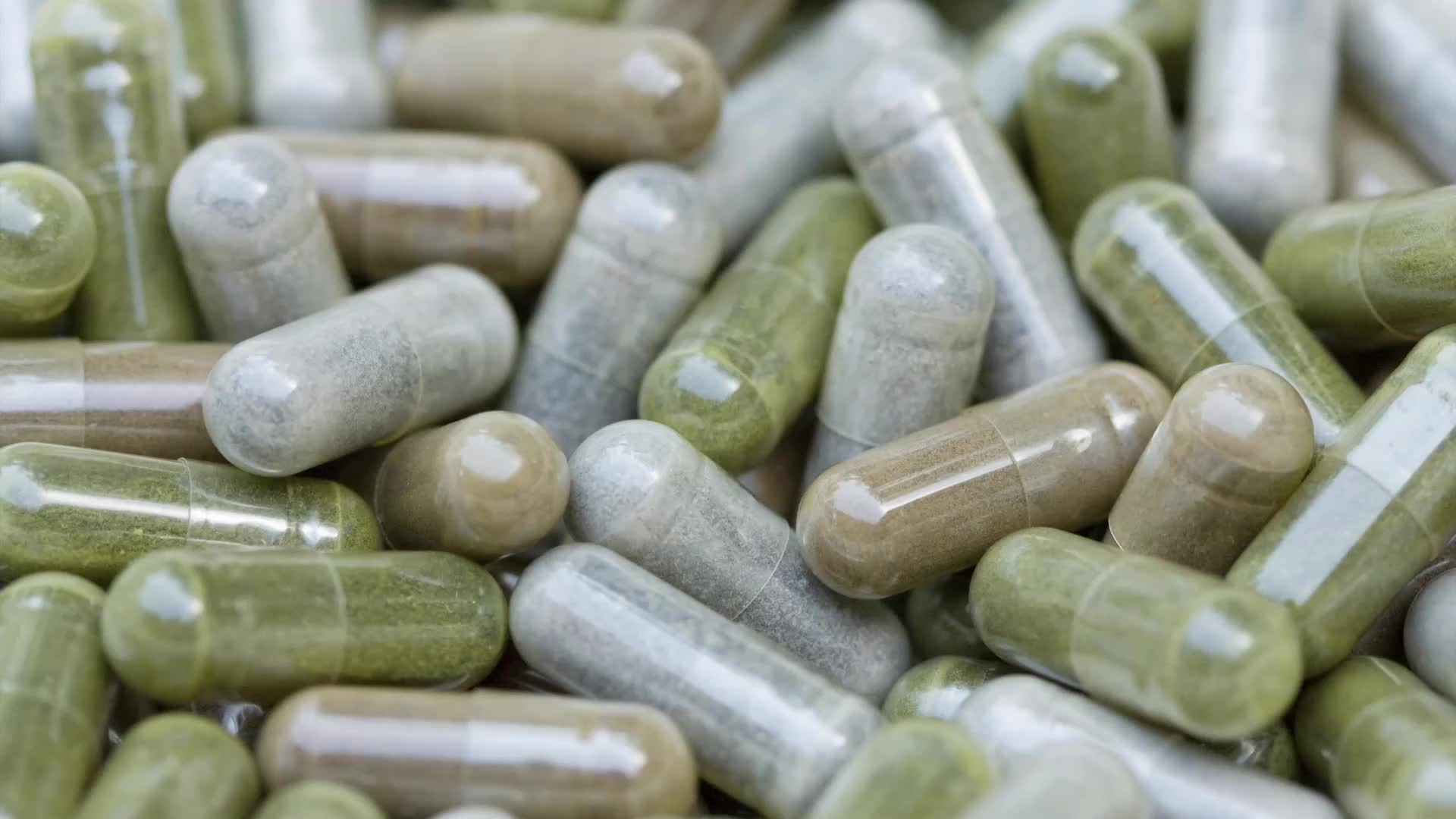
Kapsułki żelatynowe twarde – postać leku doustnego

  - o przedłużonym uwalnianiu
  - do sporządzenia roztworu doustnego
  - do sporządzenia zawiesiny doustnej
  - o zmodyfikowanym uwalnianiu
  - do rozgryzania lub do żucia
  - ulegająca rozpadowi w jamie ustnej
- kapsułka: Kapsułki żelatynowe twarde – postać leku doustnego
  - dojelitowa elastyczna lub twarda
  - elastyczna (inaczej miękka)
  - o przedłużonym uwalnianiu elastyczna lub twarda
  - o zmodyfikowanym uwalnianiu elastyczna lub twarda
  - skrobiowa
  - twarda
- granulat:
  - do sporządzenia roztworu doustnego
  - do sporządzenia zawiesiny doustnej
  - do sporządzenia syropu
  - dojelitowy
  - musujący
  - o przedłużonym uwalnianiu
  - o zmodyfikowanym uwalnianiu
  - ziołowy
- roztwór doustny
- płyn doustny
- syrop
- zawiesina doustna
- emulsja doustna
- krople doustne (emulsja, roztwór lub zawiesina)
- pasta doustna
- pastylka
- pigułka
- preparat ziołowy do rozpuszczania
- zioła do zaparzania
- żel doustny

### Leki do stosowania w jamie ustnej
- aerozol: Guma do żucia – postać leku do stosowania w jamie ustnej
  - do stosowania w jamie ustnej
  - do stosowania podjęzykowego
- pasta:
  - do stosowania na dziąsła
  - do stosowania w jamie ustnej
- płyn:
  - do płukania gardła
  - do przemywania jamy ustnej
- roztwór:
  - do stosowania na dziąsła
  - do stosowania w jamie ustnej
- tabletka:

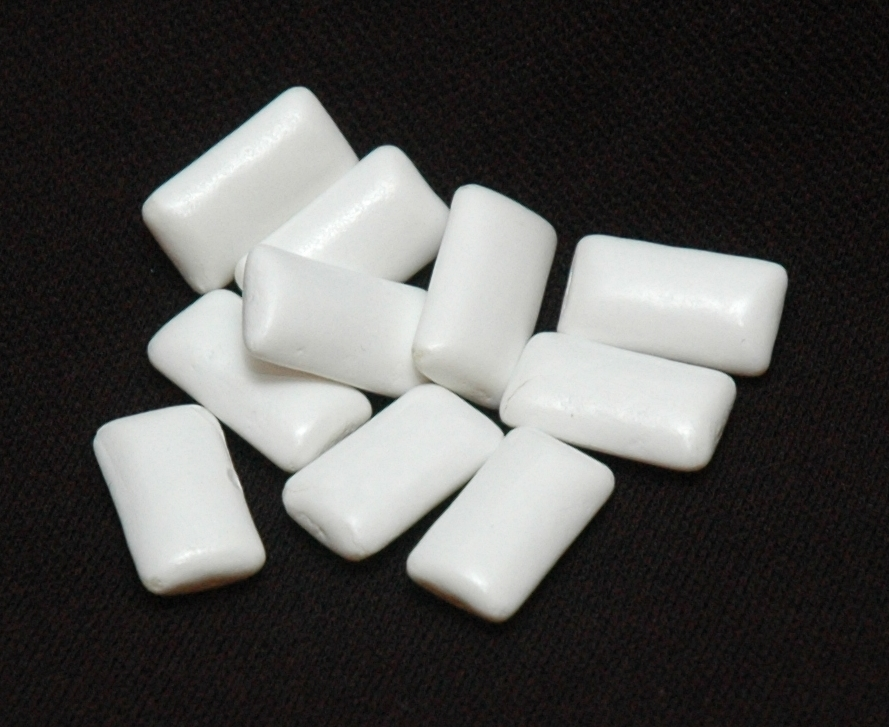
Guma do żucia – postać leku do stosowania w jamie ustnej

  - do przygotowania roztworu do płukania jamy ustnej
  - do sporządzenia roztworu do płukania gardła
  - do ssania
    - podjęzykowa
    - podpoliczkowa
- żel:
  - do stosowania na dziąsła
  - do stosowania w jamie ustnej
- guma do żucia lecznicza
- kapsułka elastyczna do stosowania w jamie ustnej
- koncentrat do sporządzenia płynu do płukania gardła
- krople do stosowania w jamie ustnej
- liofilizat doustny
- pastylka (typu cukierka do ssania)
- proszek do sporządzenia roztworu do płukania gardła
- zawiesina do stosowania w jamie ustnej

### Leki do użytku dentystycznego
- emulsja do zębów Pasta do zębów
- pasta do zębów

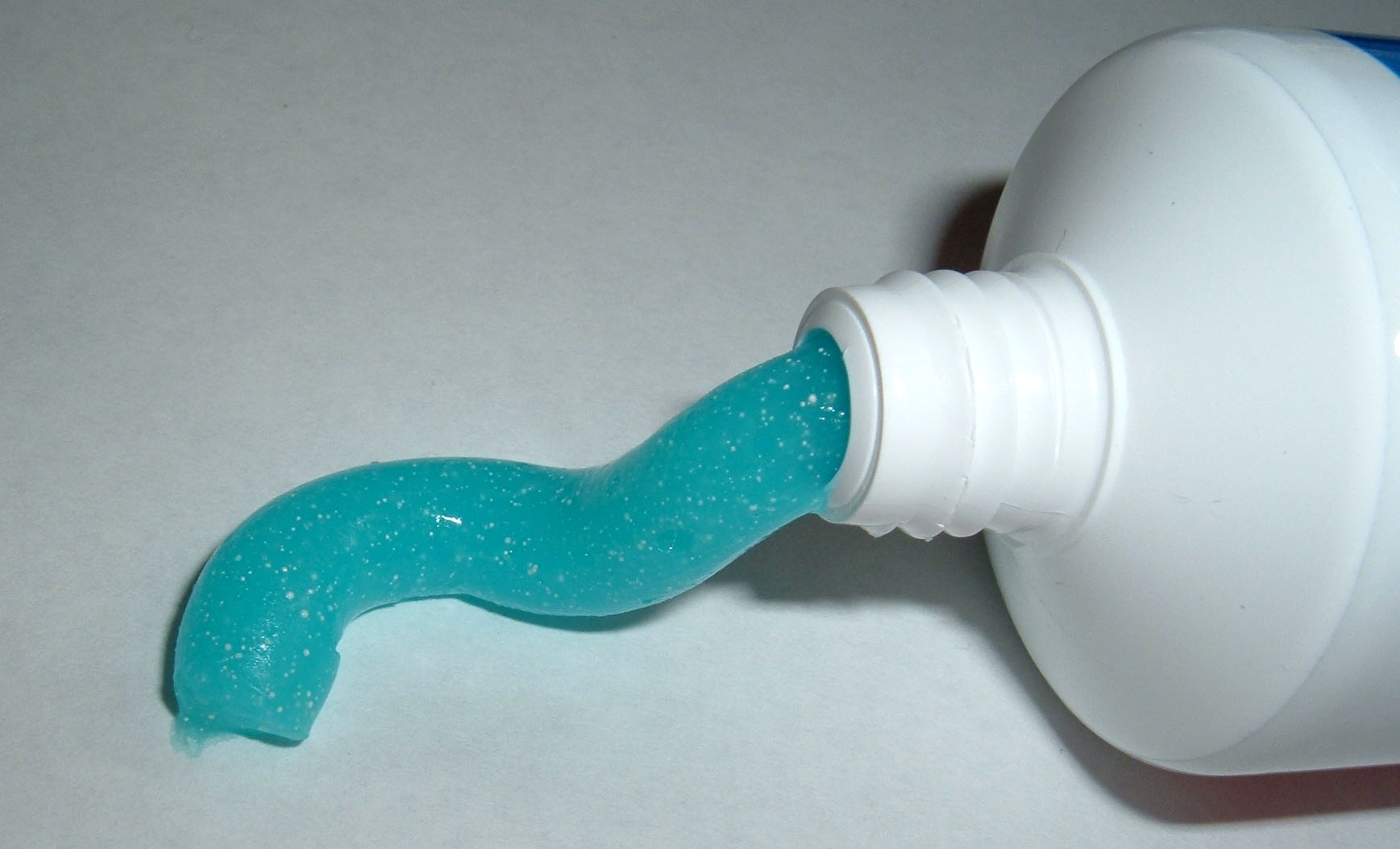
Pasta do zębów

- pręcik do zębodołu (inaczej sztyft stomatologiczny)
- proszek do zębów
- płyn do zębów
- tabletka do zębodołu
- wkład dozębowy
- zawiesina do zębów
- żel dozębowy

### Leki doinhalacji
- aerozol wziewny (emulsja, roztwór lub zawiesina)
- proszek:
  - do inhalacji w kapsułce elastycznej lub twardej
  - do inhalacji podzielony
  - do inhalacji parowej
  - do sporządzenia roztworu do inhalacji z nebulizatora
  - do sporządzenia zawiesiny do inhalacji z nebulizatora
- roztwór do inhalacji:
  - z nebulizatora
  - parowej
- emulsja do inhalacji z nebulizatora Aerozol wziewny w ciśnieniowym pojemniku z końcówką inhalacyjną
- gaz do inhalacji

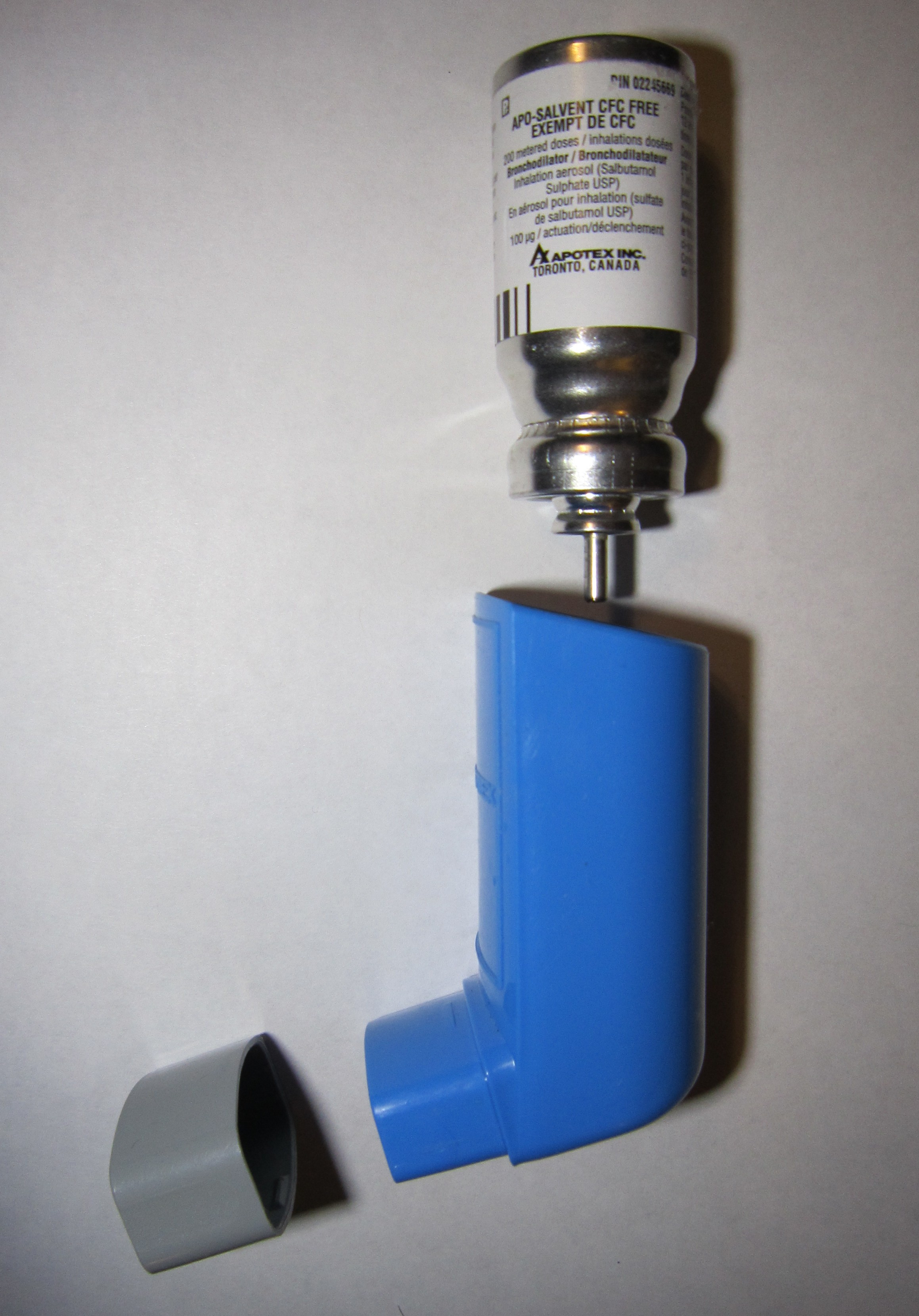
Aerozol wziewny w ciśnieniowym pojemniku z końcówką inhalacyjną

- maść do sporządzenia inhalacji parowej
- płyn do sporządzenia inhalacji parowej
- tabletka do sporządzenia inhalacji parowej
- zawiesina do inhalacji z nebulizatora

### Leki do tchawicy i płuc
- proszek:
  - do sporządzenia roztworu do wprowadzania do tchawicy
  - i rozpuszczalnik do sporządzenia roztworu do wprowadzania do tchawicy
- roztwór do wprowadzania do tchawicy
- zawiesina do wprowadzania do tchawicy

### Leki do stosowania na skórę i przezskórnie
- puder:
  - leczniczy
  - do rozpylania na skórę
  - płynny
- roztwór:
  - do jonoforezy
  - do natryskiwania na skórę
  - do stosowania na skórę
- zawiesina:
  - do natryskiwania na skórę
  - na skórę
- dodatek do kąpieli leczniczej
- emulsja na skórę
- gąbka na skórę
- kataplazm
- kolodium
- koncentrat do sporządzenia roztworu do stosowania na skórę Maść w tubie aluminiowej
- krem
- maść
- opatrunek z substancją leczniczą
- pasta na skórę
- piana na skórę
- plaster leczniczy na skórę
- pręcik do użycia na skórę

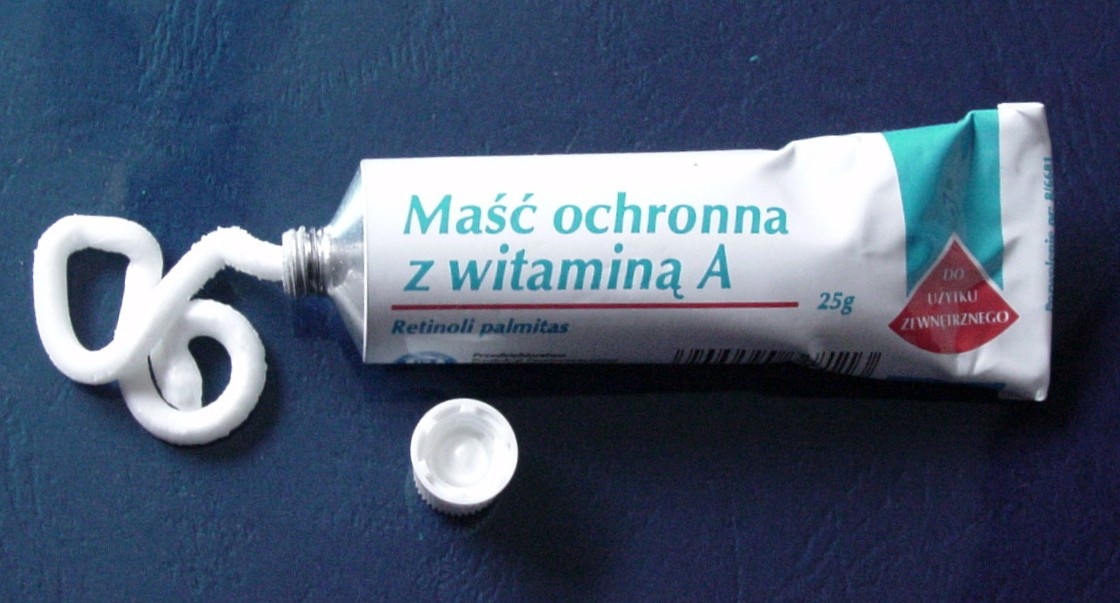
Maść w tubie aluminiowej

- plaster przezskórny (transdermalny)
- szampon leczniczy
- żel

### Leki do oczu
- krople:
  - do oczu (emulsja, roztwór lub zawiesina)
  - do oczu o przedłużonym uwalnianiu
  - do oczu, proszek i rozpuszczalnik do przygotowania roztworu lub zawiesiny

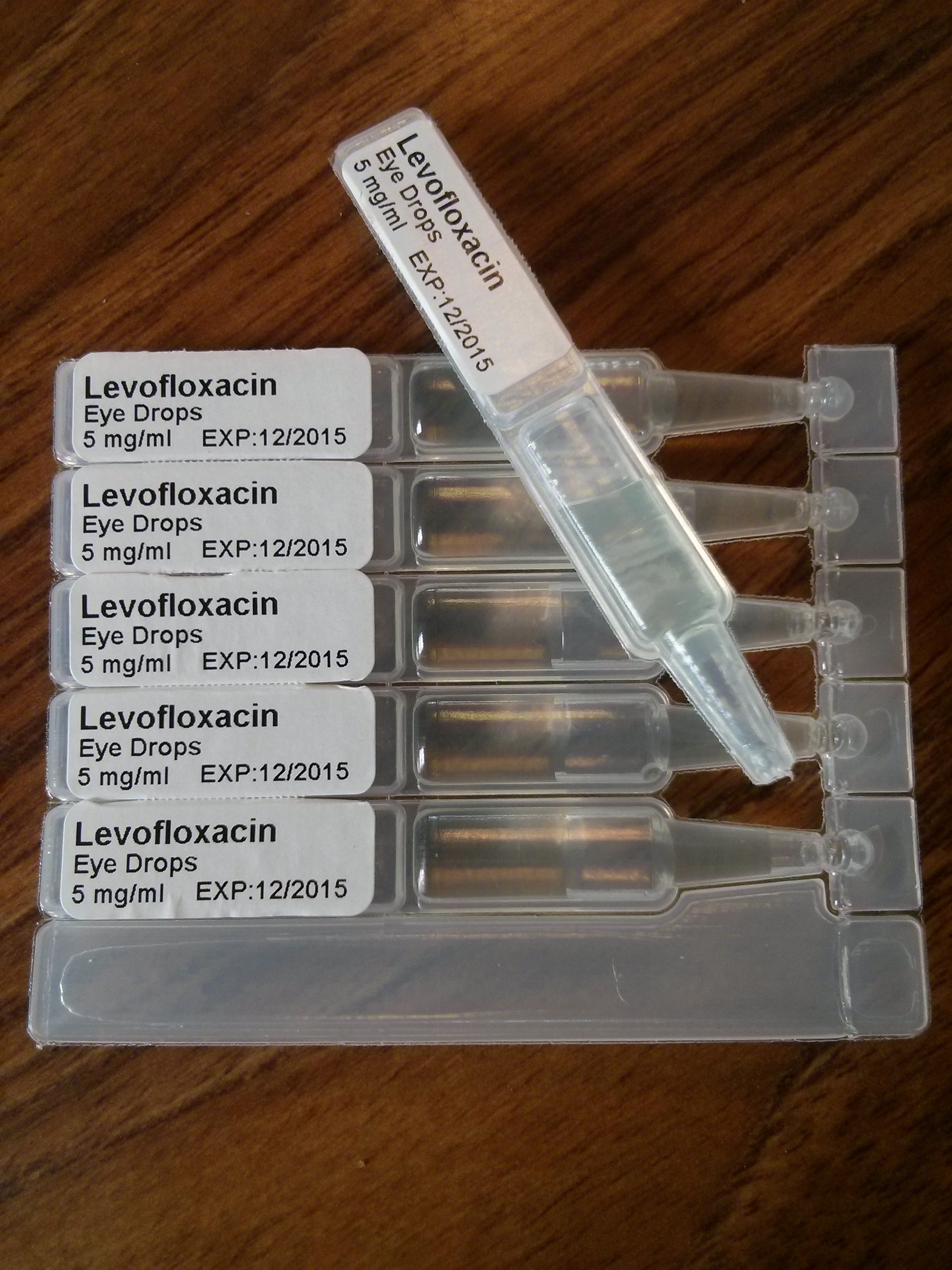
Krople do oczu w jednorazowym opakowaniu bez konserwantów (tzw. minimsy)

- rozpuszczalnik:
  - do kropli do oczu
  - do płynu do przemywania oczu
- krem do oczu
- maść do oczu
- roztwór do przemywania oczu Krople do oczu w jednorazowym opakowaniu bez konserwantów (tzw. minimsy)
- żel do oczu

### Leki do uszu
- aerozol do uszu (emulsja, zawiesina lub roztwór)
- emulsja do przemywania uszu
- krem do uszu
- krople do uszu (emulsja, roztwór lub zawiesina)
- maść do uszu
- proszek do uszu
- pręcik do uszu
- roztwór do przemywania uszu
- tampon do uszu
- żel do uszu

### Leki do nosa
- aerozol do nosa (emulsja, zawiesina lub roztwór)
- krople do nosa (emulsja, roztwór lub zawiesina)
- maść do nosa
- płyn do przemywania nosa
- pręcik do nosa
- puder do nosa

### Leki dopochwowe
- tabletka: Czopki doodbytnicze o wadze 1 g, 2 g oraz globulki dopochwowe
  - dopochwowa
  - dopochwowa musująca

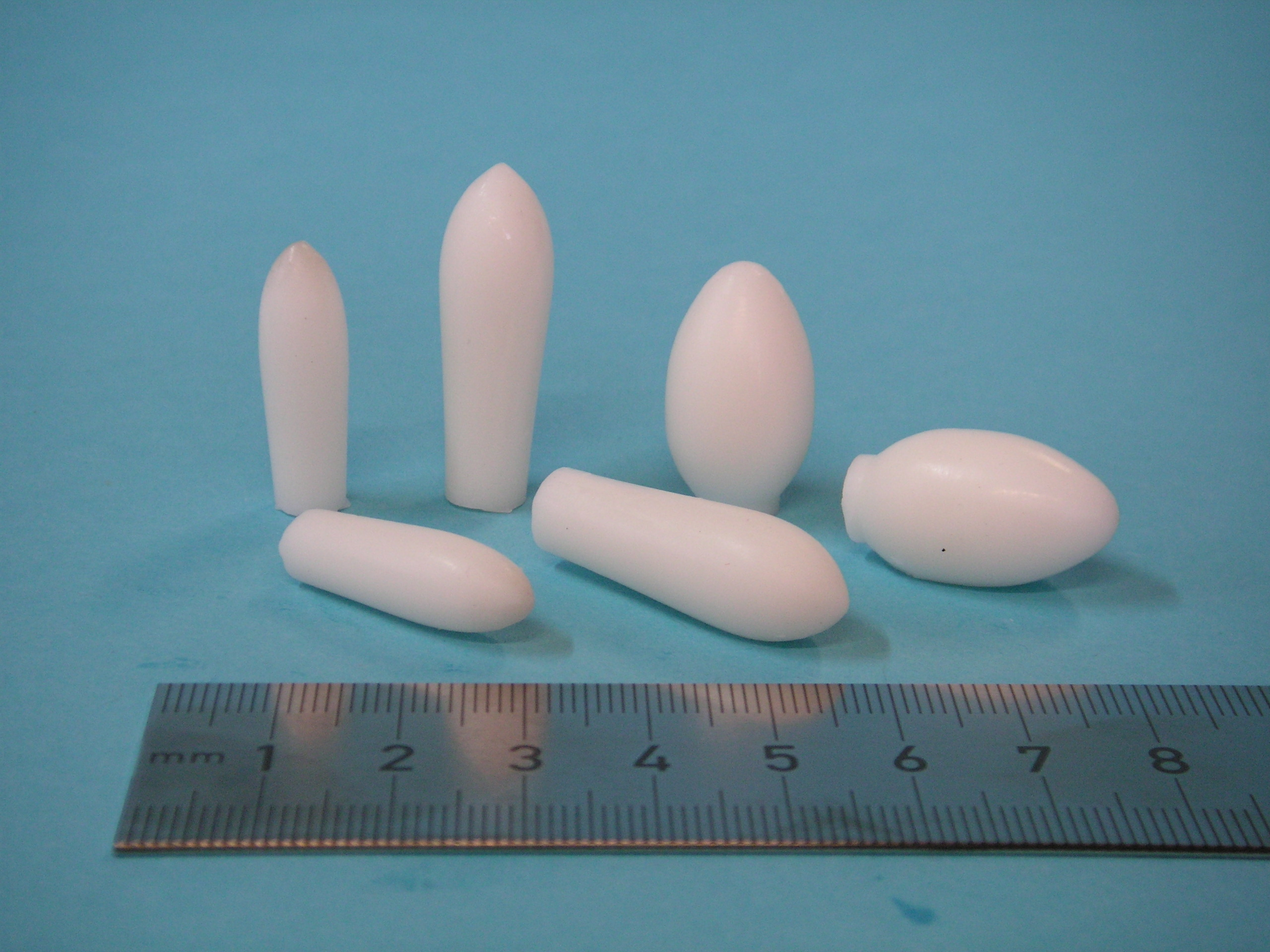
Czopki doodbytnicze o wadze 1 g, 2 g oraz globulki dopochwowe

  - do przygotowania roztworu do irygacji
- globulka dopochwowa
- emulsja do irygacji
- kapsułka dopochwowa elastyczna lub twarda
- krem dopochwowy
- maść dopochwowa
- pianka dopochwowa
- roztwór do irygacji
- tampon dopochwowy leczniczy
- zawiesina do irygacji
- żel dopochwowy

### Leki wprowadzane doszyjki macicy
- proszek i rozpuszczalnik do sporządzenia żelu do szyjki macicy
- żel do szyjki macicy

### Leki doodbytnicze
- proszek:
  - do sporządzenia płynu doodbytniczego
  - do sporządzenia zawiesiny doodbytniczej Gruszka stosowana do wykonywania niewielkich lewatyw
- tabletka:

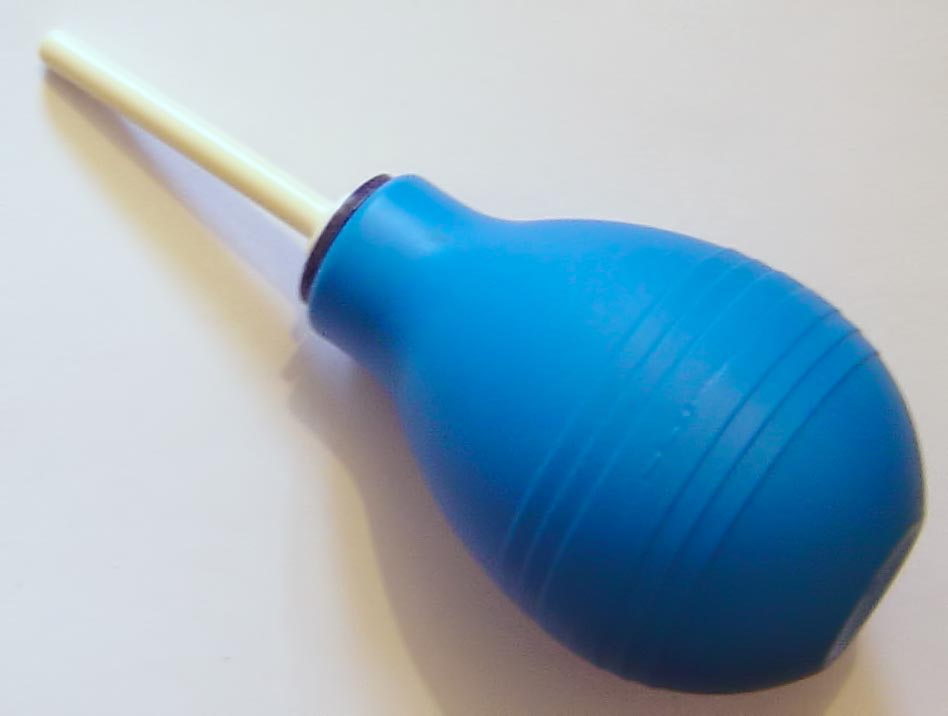
Gruszka stosowana do wykonywania niewielkich lewatyw

  - do sporządzenia roztworu doodbytniczego
  - do sporządzenia zawiesiny doodbytniczej
- czopek doodbytniczy
- emulsja doodbytnicza
- kapsułka doodbytnicza
- koncentrat do sporządzenia płynu doodbytniczego
- krem doodbytniczy
- maść doodbytnicza
- pianka doodbytnicza
- płyn doodbytniczy
- tampon doodbytniczy
- zawiesina doodbytnicza
- żel doodbytniczy

### Leki dopęcherzaicewki moczowej
- płyn do płukania pęcherza moczowego
- pręcik do cewki moczowej
- proszek do przygotowania płynu do płukania pęcherza moczowego
- żel do cewki moczowej

### Leki pozajelitowe
- emulsja:
  - do wstrzykiwań
  - do wlewu dożylnego
- koncentrat do sporządzenia roztworu:
  - do wlewu kroplowego
  - do wstrzykiwań
- proszek do sporządzenia:
  - roztworu do wlewu kroplowego
  - roztworu do wstrzykiwań
  - zawiesiny do wstrzykiwań
- proszek i rozpuszczalnik do sporządzenia:
  - roztworu do wlewu kroplowego
  - roztworu do wstrzykiwań
  - zawiesiny do wstrzykiwań
- implant
- mikrosfery do sporządzenia zawiesiny do wstrzykiwań
- rozpuszczalnik do sporządzenia leków parenteralnych

### Różne
- roztwór:
  - do hemodializy
  - do hemofiltracji
  - do dializy otrzewnowej
  - do płukania żołądka
  - do podawania do żołądka i jelit
  - do przepłukiwania
- emulsja do podawania do żołądka i jelit
- zawiesina do podawania do żołądka i jelit
- koncentrat do hemodializy
- tampon nasycony
- pręcik na ranę
- klej tkankowy
- substancja do sporządzania radiofarmaceutyku
- generator izotopów promieniotwórczych